# Булатная (река)
Булатная (ранее фин. Salmenkaitajoki — Солменкайто) — река в России, протекает в Выборгском и Приозерском районах Ленинградской области. Впадает в озеро Вуокса. Длина реки составляет 14 км.

## География
Булатная представляет собой одно из звеньев стока озера Глубокое, одного из крупнейших озёр Карельского перешейка, в Вуоксу. Сток Глубокого идёт по протоке без названия через Охотничье озеро в Большое Раковое озеро. Булатная является стоком Большого Ракового озера и начинается в восточном заливе озера. Река течёт сначала на северо-восток, протекая через сильно заболоченное Малое Раковое озеро, затем, в 10 км от устья, по правому берегу реки принимает крупный приток Пчелинку — сток озёр Правдинское и Красное.  В 9 км от устья по левому берегу Булатная принимает — ручей Илистый. Затем Булатная поворачивает на восток и впадает в озеро Вуокса напротив острова Крючковый. Населённых пунктов по всему течению реки нет, однако на правом берегу около устья расположена база отдыха. Практически всё течение реки расположено в Выборгском районе, однако в нижнем течении граница районов проходит по руслу реки, и правый берег относится к Приозерскому району.

## Данные водного реестра
По данным государственного водного реестра России относится к Балтийскому бассейновому округу, водохозяйственный участок реки — Водные объекты бассейна оз. Ладожское без рр. Волхов, Свирь и Сясь, речной подбассейн реки — Нева и реки бассейна Ладожского озера (без подбассейна Свирь и Волхов, российская часть бассейнов). Относится к речному бассейну реки Нева (включая бассейны рек Онежского и Ладожского озера).
Код объекта в государственном водном реестре — 01040300212102000009584.